# ジセダイの逸材
『ジセダイの逸材』（ジセダイのいつざい）は、NHKラジオ第1放送で不定期に放送される討論番組である。

## 概要
日本において、政治・経済・文化・スポーツ・社会全般で様々な課題が続く中、これからを担う次世代のクリエイターや論客がリスナーとともにその課題といかにして向き合うか、またその課題の解決・克服の方法について討論を行う。
番組の主旨として、未だ知られてない各界のジセダイ（＝次世代）の逸材の発掘することと、ラジオとインターネット双方の特性を生かすことが挙げられた。当番組は、テレビとネットの融合を目指す放送番組として先駆的かつ（テレビ業界全体としてもNHKとしても）画期的なニュース番組『NEWS WEB』（NHK総合テレビジョン）からのスピンオフの位置づけとなっており、番組公式サイトのロゴにも「powerd by NEWS WEB」が書かれた。

## パーソナリティ
『NEWS WEB』の初代キャスター橋本奈穂子と『NEWS WEB』の立ち上げに携わり責任編集者の臥雲義尚のコンビがキャスターを務める。
- 橋本奈穂子（NHK放送センターアナウンサー、『NEWS WEB』2012・2013年度MC）
- 臥雲義尚（NHKニュースセンター・報道局遊軍プロジェクト長、解説員（2015年7月 - ）、『NEWS WEB』企画立案者、当番組プロデューサー兼務）

## 放送履歴・テーマ
1. 2014年4月29日（22:10 - 23:00）：（障害者スポーツについて）
ゲスト：高桑早生（パラリンピック陸上競技選手）、為末大（陸上競技選手）
2. 2014年8月10日（21:05頃 - 23:00）：「ジセダイを生きる政治思想〜8・15から戦後ニッポンを考える」
ゲスト：御厨貴（東京大学、放送大学教授、青山学院大学特別招へい教授）、白井聡（文化学園大学助教、京都精華大学講師）、先崎彰容（東日本国際大学准教授）
3. 2014年11月3日（22:10 - 23:00）：「ジセダイを生きる資本主義論〜ピケティ旋風から考える格差と未来」
ゲスト：柴山桂太（滋賀大学准教授）、飯田泰之（明治大学准教授）
4. 2015年3月21日（19:20 - 20:55）（NHK90時間ラジオ〜もっと届け、大切なこと〜参加番組）：「放送90年スペシャル・ジセダイを生きるメディア論〜勃興するネットメディアから考えるニュースの未来」
ゲスト：鈴木健（スマートニュース代表取締役会長兼共同最高経営責任者（CEO））、藤代裕之（法政大学准教授、元徳島新聞記者）
5. 2015年5月4日（20:05頃 - 21:55）：「ジセダイを生きる地方論〜”空間設計”と”稼ぐまち”から考える地方創生」
ゲスト：藤村龍至（建築家、東洋大学専任講師）、木下斉（まちビジネス事業家、内閣府地方創生推進室地域活性化伝道師）、増田寛也（日本創成会議座長、東京大学公共政策大学院客員教授、元総務大臣、元岩手県知事、将来896の自治体が消滅する可能性があるとする報告を公表し社会に衝撃を与えた。 著書に「地方消滅～東京一極集中が招く人口急減～」など）
6. 2015年8月16日（21:05頃 - 23:00）：「ジセダイを生きる戦争論～表現者が描く"戦後70年"」
ゲスト：赤坂真理（作家）、今日マチ子（ギャグマンガ家）、古川健（劇作家・演出家）
7. 2015年11月21日（21:05頃 - 23:00）：「ジセダイを生きる労働論」
ゲスト：坂倉昇平（NPO法人『POSSE』代表）、西田亮介（東京工業大学准教授）、樋口美雄（慶應義塾大学教授）